# Micrurus anibal
Micrurus anibal (кораловий аспід Анібала) — вид отруйних змій родини аспідових (Elapidae). Ендемік Бразилії. Описаний у 2024 році.

## Поширення і екологія
Коралові аспіди Анібала мешкають в штатах Ріо-де-Жанейро і Парана на південному сході Бразилії. Вони живуть в атлантичних лісах.